# 舞妓変身
舞妓変身（まいこへんしん）とは、主に京都市内、特に祇園周辺で、観光客に舞妓や芸妓の着物、鬘、簪などの着付けを提供する商売である。舞妓や芸妓の装束を身につけた一般人を観光舞妓（かんこうまいこ）、変身舞妓と呼ぶ場合もある。男性向け、子ども向けの舞妓変身も行われている。

## 本物の舞妓との違い

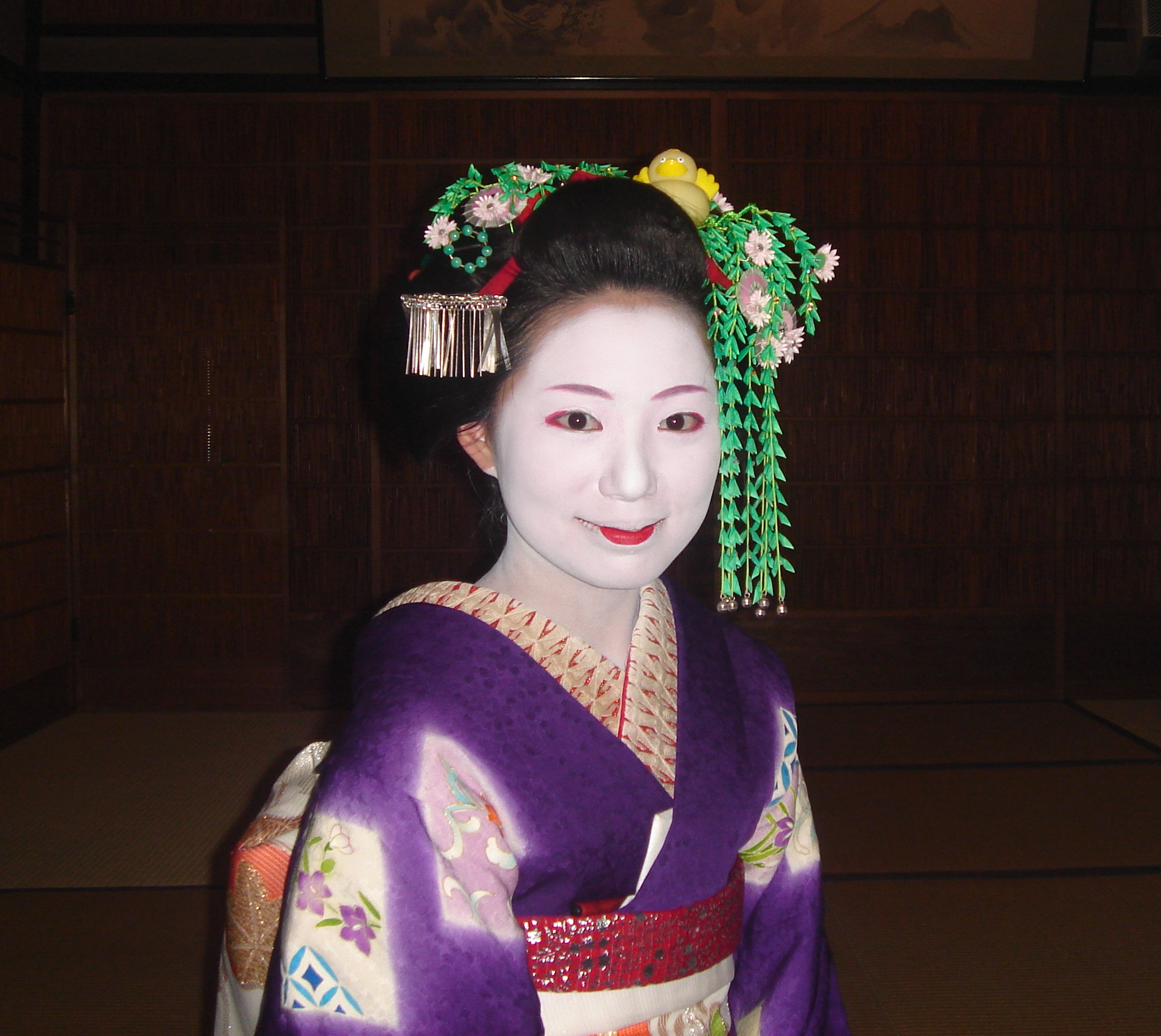
本物の舞妓（豆ちほ）の例。下唇にしか紅を乗せていない化粧やびらびら簪から、舞妓になって日が浅いことがわかる

- 着物や髪型、化粧、簪など、本物の舞妓衣装には経験年数や季節感に基づいた多くの約束事があるが、観光舞妓の場合、これを無視した取り合わせになっている。
- 本物の舞妓は髷を自髪で結うが、観光舞妓の場合は鬘である（全カツラと半カツラがある）。芸妓の場合は本物も鬘である。
- 舞妓の白化粧は、額の生え際に向かってきれいなぼかしになっているが、観光舞妓の化粧は生え際までべったり白いことが多い。また襟足の化粧の施し方も、本物の約束事は守られていないことが多い。
- 祇園の舞妓は基本的に歯を客に見せないようにしつけられる（歯を見せて笑わない、食べない)。本物の舞妓が舞妓衣装のまま飲食を行う場所はごく限られている。
- 本物の舞妓は着物の両方の褄（つま）を合わせて左手で持つが、観光舞妓の場合、着物の長い裾の取り扱いに慣れない観光客のために褄をからげてある場合が多い。ただし本物の舞妓も、おこぽではなく草履を履いて移動する場合には、褄をからげる場合がある。

## 舞妓変身の例

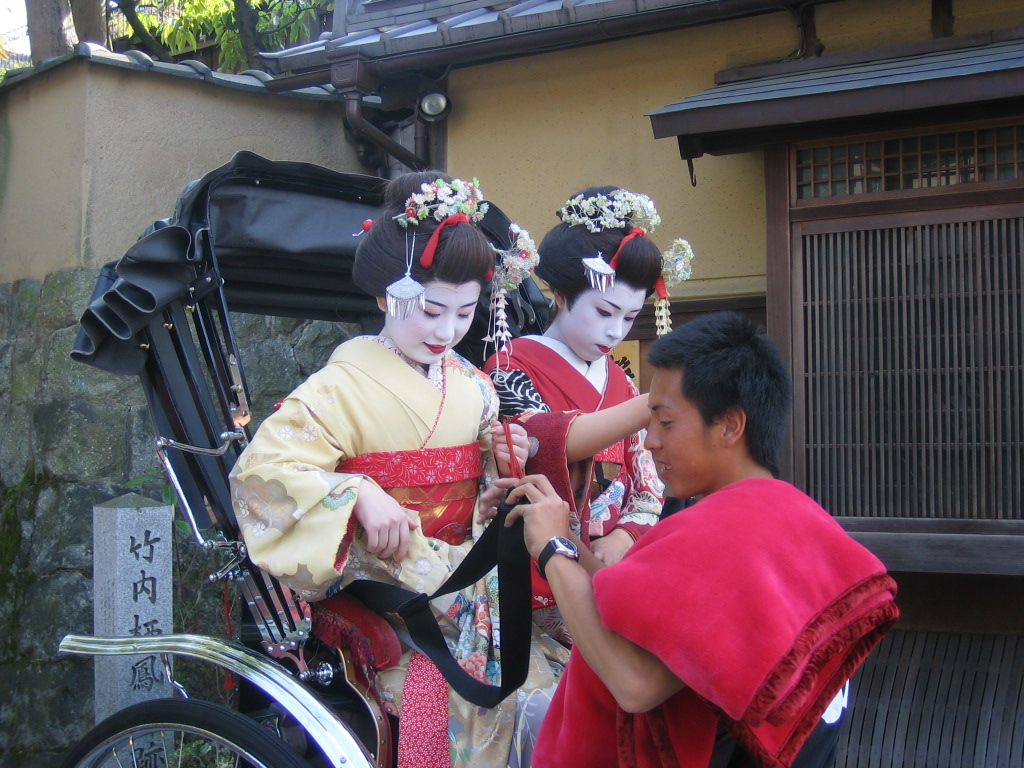
人力車に乗っている女性[注 2]。
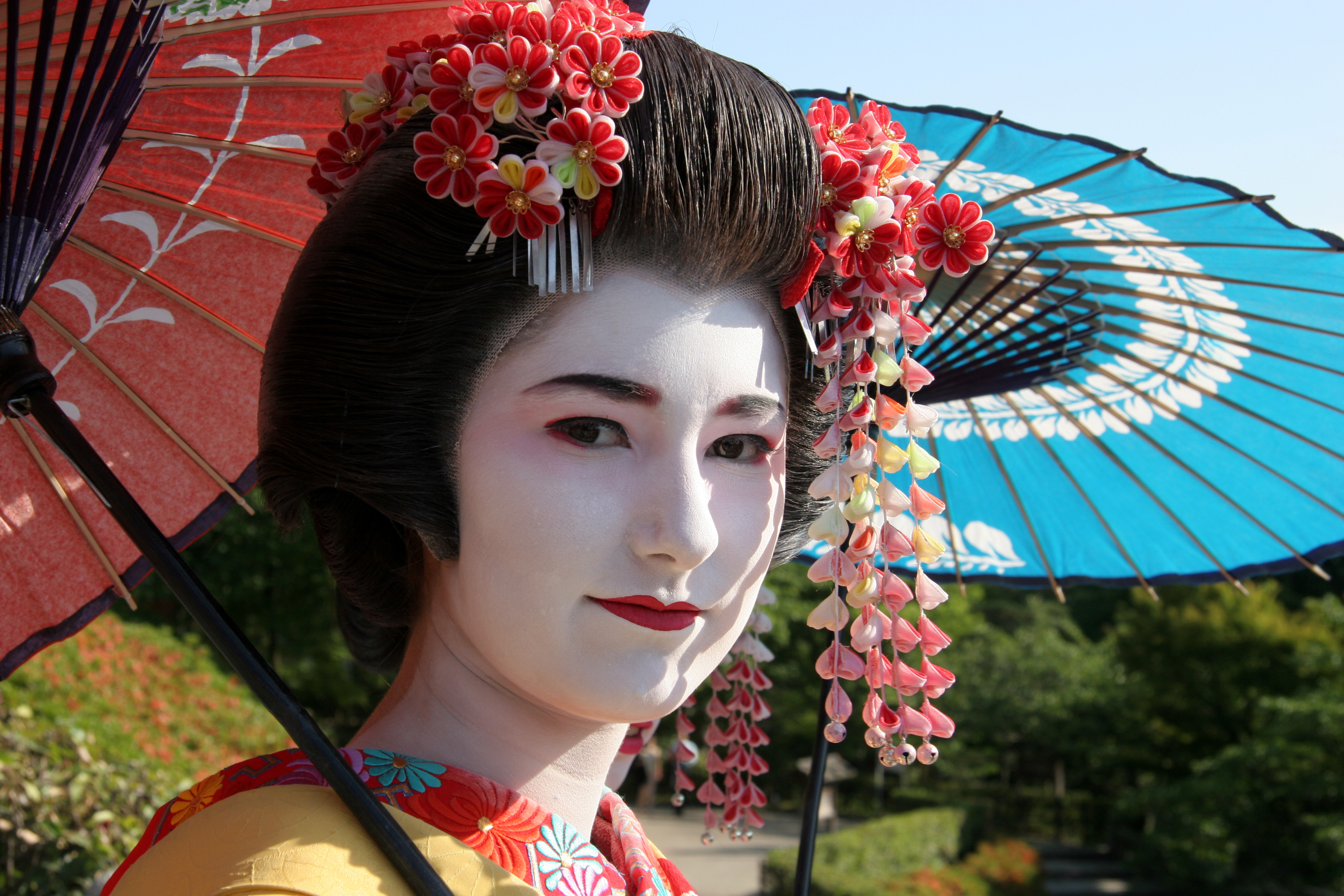
かつらを身に付けている女性。
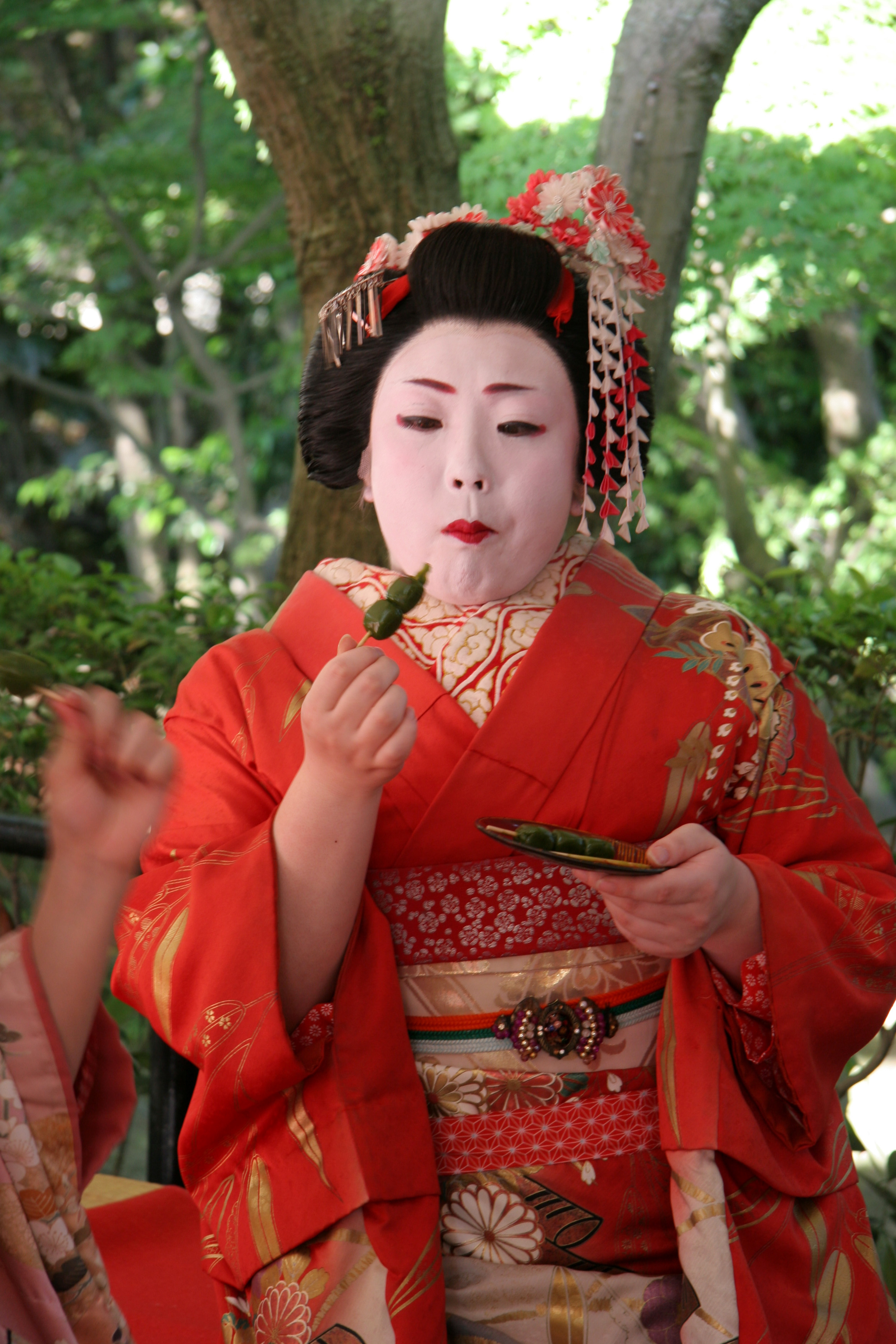
食事をしている女性。
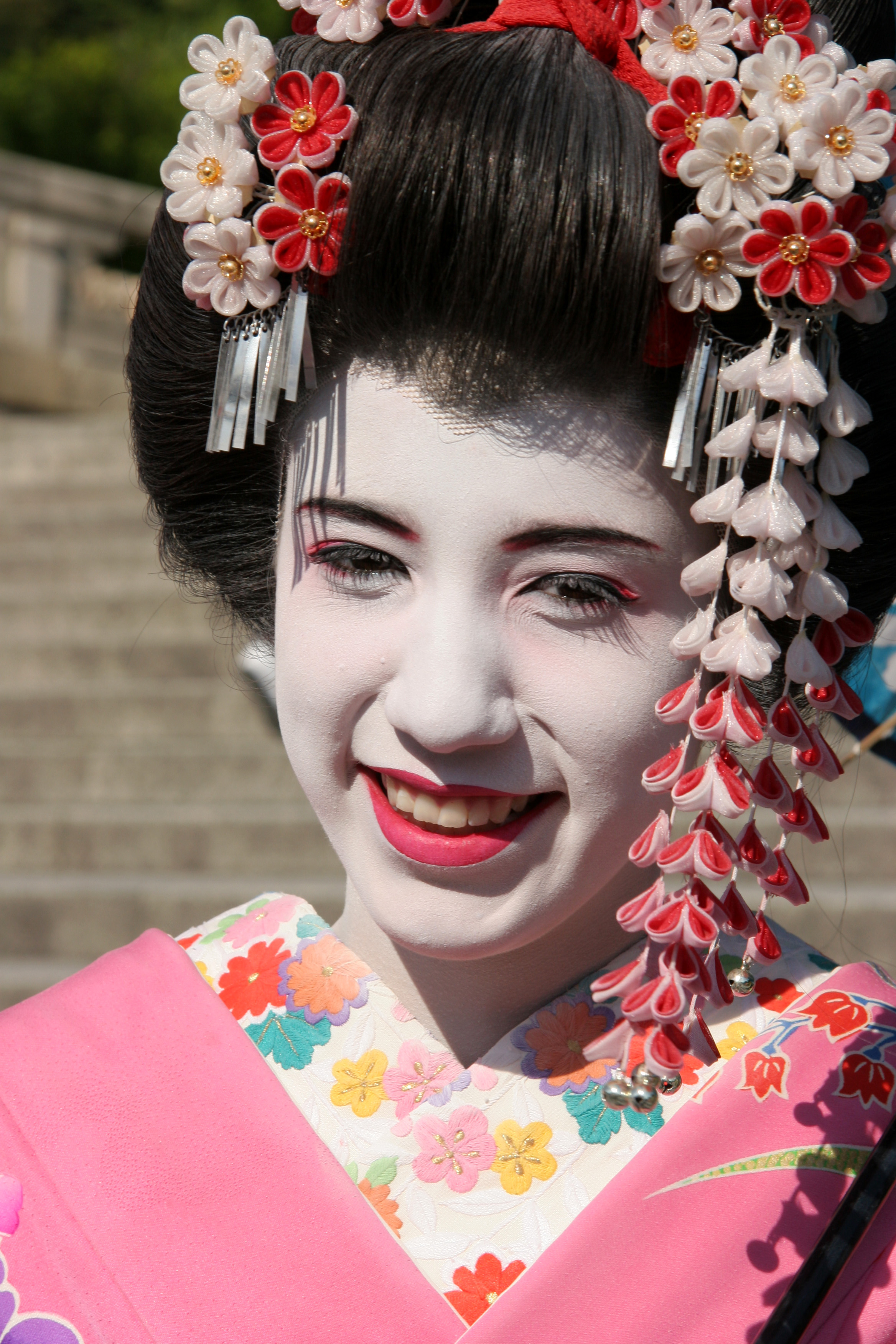
外国人の女性。
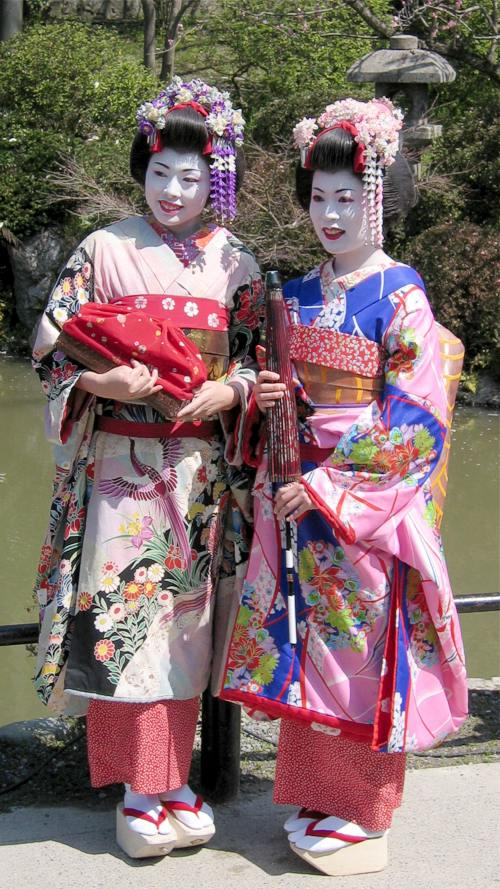
褄を自分で持たないで済むような仕様になっている。